# 赵寨子镇
赵寨子镇，是中华人民共和国山東省聊城市高唐县下辖的一个乡镇级行政单位。

## 行政区划
赵寨子镇下辖以下地区：
西韩村、宋楼村、蒋官屯村、炉头村、丁岗村、孔堂村、倪堂村、赵寨子社区村、侯里长屯村、北王屯村、曹王寨村、解穆庄村、三寨村、纸房头村和张庙村。